# Méré (Yvelines)
Pour les articles homonymes, voir Méré.
Méré est une commune française située dans le département des Yvelines, en région Île-de-France.

## Géographie

### Situation
La commune se trouve à 24 km environ au Nord de Rambouillet, dans la plaine de Montfort-l'Amaury, en lisière de la forêt de Rambouillet. Le village jouxte Montfort-l'Amaury.

### Hydrographie
La commune est irriguée par un petit ruisseau, le "ru de Ponteux" qui coule du Sud vers le Nord et se jette dans le Lieutel, affluent de la Mauldre.

### Communes limitrophes
| Boissy-sans-Avoir | Vicq              | Neauphle-le-Vieux    |
| Galluis           | Méré              | Mareil-le-Guyon      |
| Grosrouvre        | Montfort-l'Amaury | Bazoches-sur-Guyonne |

### Climat
Pour des articles plus généraux, voir Climat de l'Île-de-France et Climat des Yvelines.
En 2010, le climat de la commune est de type climat océanique dégradé des plaines du Centre et du Nord, selon une étude du CNRS s'appuyant sur une série de données couvrant la période 1971-2000. En 2020, Météo-France publie une typologie des climats de la France métropolitaine dans laquelle la commune est dans une zone de transition entre le climat océanique et le climat océanique altéré et est dans la région climatique Sud-ouest du bassin Parisien, caractérisée par une faible pluviométrie, notamment au printemps (120 à 150 mm) et un hiver froid (3,5 °C).
Pour la période 1971-2000, la température annuelle moyenne est de 10,8 °C, avec une amplitude thermique annuelle de 14,4 °C. Le cumul annuel moyen de précipitations est de 648 mm, avec 11,3 jours de précipitations en janvier et 7,9 jours en juillet. Pour la période 1991-2020, la température moyenne annuelle observée sur la station météorologique la plus proche, située sur la commune de Saint-Léger-en-Yvelines à 8 km à vol d'oiseau, est de 11,0 °C et le cumul annuel moyen de précipitations est de 706,3 mm,. Pour l'avenir, les paramètres climatiques de la commune estimés pour 2050 selon différents scénarios d'émission de gaz à effet de serre sont consultables sur un site dédié publié par Météo-France en novembre 2022.

## Urbanisme

### Typologie
Au 1er janvier 2024, Méré est catégorisée bourg rural, selon la nouvelle grille communale de densité à sept niveaux définie par l'Insee en 2022.
Elle appartient à l'unité urbaine de Montfort-l'Amaury, une agglomération intra-départementale regroupant trois  communes, dont elle est une commune de la banlieue,,. Par ailleurs la commune fait partie de l'aire d'attraction de Paris, dont elle est une commune de la couronne,. Cette aire regroupe 1 929 communes,.

### Occupation des solssimplifiée
Le territoire de la commune se compose en 2017 de 81,01 % d'espaces agricoles, forestiers et naturels, 4,91 % d'espaces ouverts artificialisés et 14,08 % d'espaces construits artificialisés.

### Transports et voies de communications

#### Réseau routier
Les communications routières sont assurées par la route nationale 12, mise à deux fois deux voies en 2003, qui traverse la commune d'Est en Ouest. La route RD 76, qui lui est perpendiculaire, relie Montfort-l'Amaury et Méré à la gare puis à Thoiry vers le Nord.

#### Desserte ferroviaire

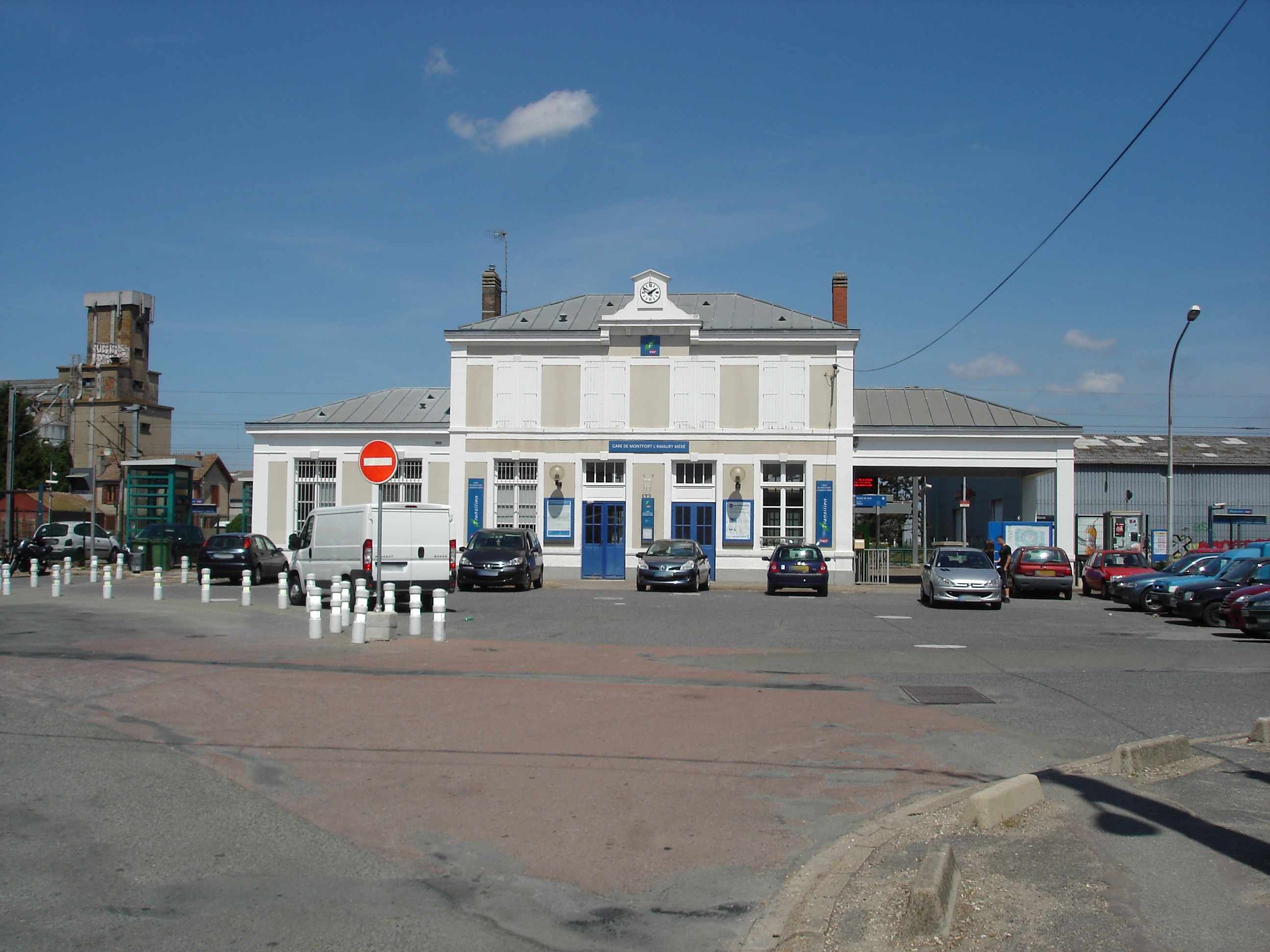
La gare de Montfort-l'Amaury - Méré.

La ligne de Saint-Cyr à Surdon passe par le territoire communal. La commune possède une gare ferroviaire sur cette ligne, à environ 3 km du centre-ville, le long de la route nationale 12.

#### AutoBus
La commune est desservie par les lignes 1, 2, 5, 13, 15, 16, 17, 22, 35, 39, 40, 45, 49 et Express 67 du réseau de bus Centre et Sud Yvelines.

#### Sentier de randonnée
Le sentier de grande randonnée GR 1 traverse le territoire de la commune, de Montfort-l'Amaury au Sud jusqu'à Mareil-le-Guyon au Nord-Est.

## Toponymie
Selon B. Guérard le nom de Méré serait le chef-lieu le plus vraisemblable du comté de Madrie. Si l'on suit cette hypothèse, les mentions les plus anciennes de Méré se retrouvent dans : Madriacensis pagi vers 692, [in] pago Madriacensi en 707,, in pago Matriacensi 751-752,, Rumaldus Madriacens, Comes... in pago Madriacensi en 754, Theobertus comes Matricensis en 802, filiam Theotberti Comitis Matricensis  en 822, in pago Madriacensi vers 825, villam pagi Madriacensis en 849.
Les mentions suivantes de la localité sont Pinciacensi comitatu, prima potesta Medriaca vers 879-999, Medriaca en 936, ad Mairiacum en 997, potestate Madreia, potestate Madriaca en 997, S. Dionysii de Madriaco  en 1158,, de Meri en 1209, de Mereio vers 1270, prévosté de Mairay en 1317,, Meriacum, Meracum, Mereaorum  en 1490, Cure de Merey en 1648, Merey vers 1757, Méré vers 1850.
L'étymologie de Madriacensis ou Matriacensis indique que ce toponyme est formé de la racine latine Matri- ou gauloise Matri- (latin mater, -tricis « mère » ou gaulois matir « mère », attesté dans le Plomb du Larzac : adiega matir aiias « Adiega, mère d'Aiia ») employée de manière littérale « Mère » ou sous forme d'un anthroponyme Matrius, dont la consonne occlusive sourde -t- passa, sous les mérovingiens, à -d-. Il est suivi du suffixe gaulois et gallo-romain -acum « domaine de », + suffixe latin adjectival -ensis « du pays, du territoire » (> gallo-roman -ESI > ancien français -eis > français -ais). Madriacensis peut être traduit par « pays du domaine de la Mère ou de Matrius », le Mérézais, comme Pinciacensis a donné Pincerais. Potestate Madriaca (prévôté de Méré) est le seul toponyme candidat, le plus homologue dans cette région, à pouvoir prétendre succéder à Madriacensis. Il correspondrait à la bourgade de Méré, plutôt qu'à Merey (Eure). Ce nom est formé également de la racine gauloise et latine Matri- + suffixe gaulois et gallo-romain -acum « domaine de » devenu Madri- par lénition de l'occlusive sourde. Son ultime évolution, de Ma(d)ri(aca) par le double amuïssement de l'occlusive dentale -d- du radical Madri- et de l'occlusive -c- de la finale -acu, aboutit à Mairy, Méri, Merey et Méré. Dans cette hypothèse, les formes anciennes Matriacensis permettent d'établir Matri- > Madri-, le -d- s'est amuis sous les mérovingiens, et rendent moins forte l'explication par le latin materius « matériaux, bois de construction ». Madriaca peut se traduire par « Domaine de la (Déesse) Mère ou de Matrius ». En effet, le culte des 'Mères' a laissé des traces innombrables dans la toponymie de la Gaule.

## Histoire

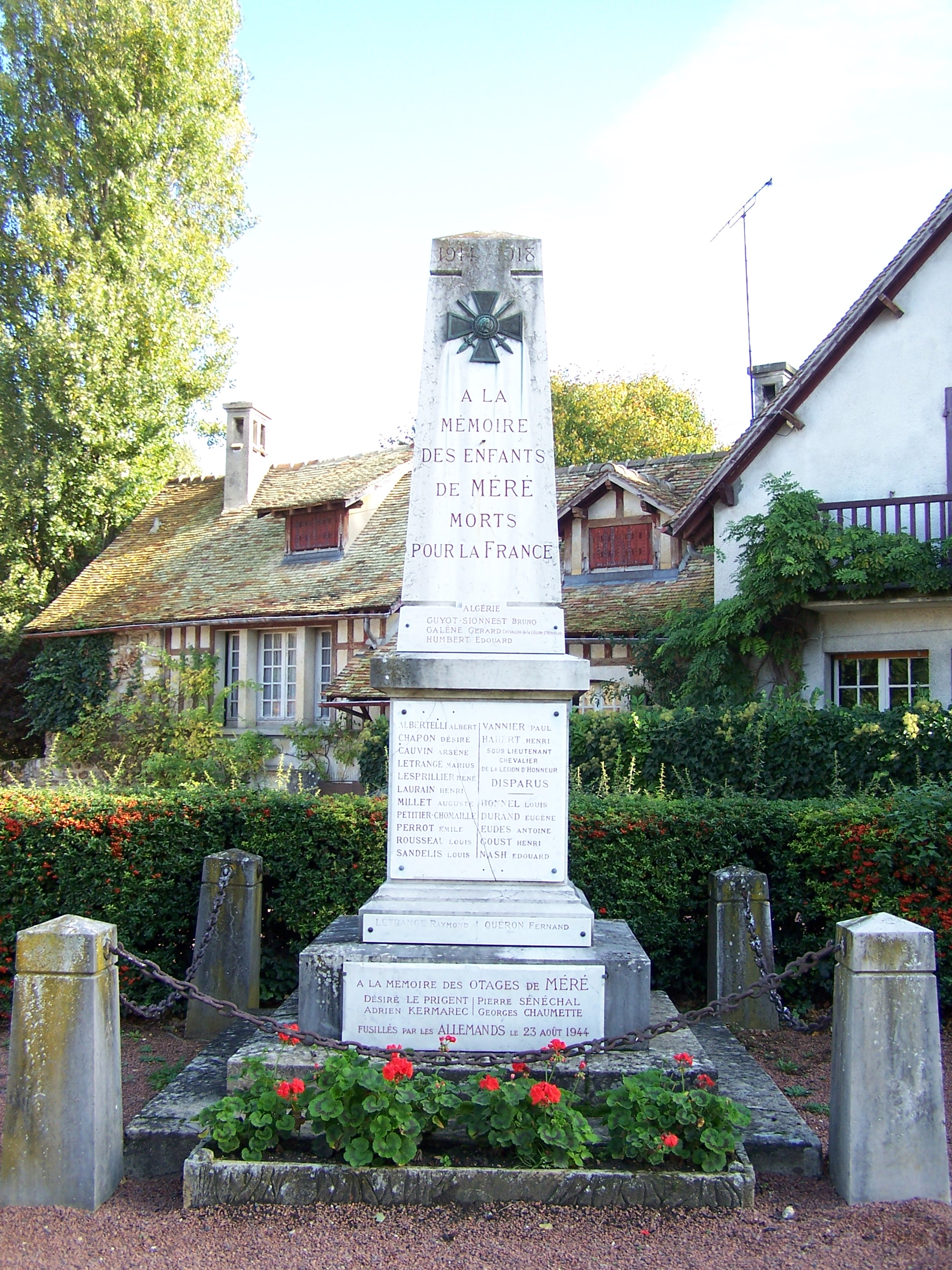
Le monument aux morts.

### Époque gallo-romaine
- Au lieu-dit la Chasière ont été découverts des fragments d'amphores et de céramiques datant du Ier siècle apr. J.-C.[43]. En se basant sur l'étymologie de son nom, la création de Méré remonterait à l'époque gallo-romaine. Le site était placé près du carrefour de deux voies antiques importantes reliant les territoires des cités gauloises. La première reliait Beauvais (Bellovaques) à Orléans (Carnutes) par les Mureaux aux lieux-dits la Borne Imbert et Maison Rouge. La seconde voie de Lutèce (Parisii) à Dreux (Durocasses) croise la première au carrefour de l'Espérance (devant la gare de Méré), elle appartient à l'Itinéraire d'Antonin[44],[43].

### Époque mérovingienne
- Près de l'église Saint-Denis, il y a un sarcophage mérovingien en granite de Cherbourg, portant l'inscription Radone[43],[45]. L'instituteur écrit en 1899 fort judicieusement "Les moyens de transports étant, au [haut] Moyen Âge, très difficiles et fort couteux, donc laisse à supposer qu’elle formait le couvercle de la sépulture d’un chef »[46]. En 1844, Guérard a proposé que Méré a pu être le chef-lieu du comté de Madrie[13].

### Époque moderne et contemporaine
- Ancien village fermier, les plus anciennes fermes subsistantes remontent à la première moitié du XXe siècle.
- Village résidentiel.

## Politique et administration

### Liste des maires
| Période                                  | Période  | Identité           | Étiquette | Qualité |
| ---------------------------------------- | -------- | ------------------ | --------- | ------- |
| Les données manquantes sont à compléter. |          |                    |           |         |
| 2001                                     | 2005     | Jean-Claude Muller |           |         |
| 2005                                     | En cours | Michel Recoussines |           |         |

## Population et société

### Démographie

#### Évolution démographique
L'évolution du nombre d'habitants est connue à travers les recensements de la population effectués dans la commune depuis 1793. Pour les communes de moins de 10 000 habitants, une enquête de recensement portant sur toute la population est réalisée tous les cinq ans, les populations de référence des années intermédiaires étant quant à elles estimées par interpolation ou extrapolation. Pour la commune, le premier recensement exhaustif entrant dans le cadre du nouveau dispositif a été réalisé en 2008.

En 2022, la commune comptait 1 695 habitants, en évolution de +0,77 % par rapport à 2016 (Yvelines : +2,72 %, France hors Mayotte : +2,11 %).
| 1793 | 1800 | 1806 | 1821 | 1831 | 1836 | 1841 | 1846 | 1851 |
| ---- | ---- | ---- | ---- | ---- | ---- | ---- | ---- | ---- |
| 415  | 471  | 477  | 413  | 458  | 454  | 450  | 448  | 419  |

| 1856 | 1861 | 1866 | 1872 | 1876 | 1881 | 1886 | 1891 | 1896 |
| ---- | ---- | ---- | ---- | ---- | ---- | ---- | ---- | ---- |
| 426  | 389  | 410  | 397  | 407  | 382  | 375  | 401  | 411  |

| 1901 | 1906 | 1911 | 1921 | 1926 | 1931 | 1936 | 1946 | 1954 |
| ---- | ---- | ---- | ---- | ---- | ---- | ---- | ---- | ---- |
| 386  | 412  | 423  | 450  | 468  | 566  | 609  | 647  | 674  |

| 1962 | 1968 | 1975  | 1982  | 1990  | 1999  | 2006  | 2008  | 2013  |
| ---- | ---- | ----- | ----- | ----- | ----- | ----- | ----- | ----- |
| 774  | 807  | 1 036 | 1 140 | 1 353 | 1 675 | 1 699 | 1 706 | 1 690 |

| 2018  | 2022  | - | - | - | - | - | - | - |
| ----- | ----- | - | - | - | - | - | - | - |
| 1 673 | 1 695 | - | - | - | - | - | - | - |

#### Pyramide des âges
En 2018, le taux de personnes d'un âge inférieur à 30 ans s'élève à 32,5 %, soit en dessous de la moyenne départementale (38 %). À l'inverse, le taux de personnes d'âge supérieur à 60 ans est de 27,2 % la même année, alors qu'il est de 21,7 % au niveau départemental.
En 2018, la commune comptait 813 hommes pour 860 femmes, soit un taux de 51,40 % de femmes, légèrement supérieur au taux départemental (51,32 %).
Les pyramides des âges de la commune et du département s'établissent comme suit.
| Hommes | Classe d’âge | Femmes |
| ------ | ------------ | ------ |
| 0,4    | 90 ou +      | 1,0    |
| 7,5    | 75-89 ans    | 10,9   |
| 17,6   | 60-74 ans    | 16,9   |
| 25,1   | 45-59 ans    | 26,5   |
| 14,8   | 30-44 ans    | 14,2   |
| 17,1   | 15-29 ans    | 12,1   |
| 17,6   | 0-14 ans     | 18,4   |

| Hommes | Classe d’âge | Femmes |
| ------ | ------------ | ------ |
| 0,6    | 90 ou +      | 1,4    |
| 6      | 75-89 ans    | 7,8    |
| 13,5   | 60-74 ans    | 14,8   |
| 20,7   | 45-59 ans    | 20,1   |
| 19,6   | 30-44 ans    | 19,9   |
| 18,5   | 15-29 ans    | 16,8   |
| 21,2   | 0-14 ans     | 19,2   |

### Enseignement
La commune possède :
- une école maternelle publique ;
- une école élémentaire publique.

### Sports
- Salle de sport "Magicfit" Méré qui a ouvert en novembre 2019.

## Économie

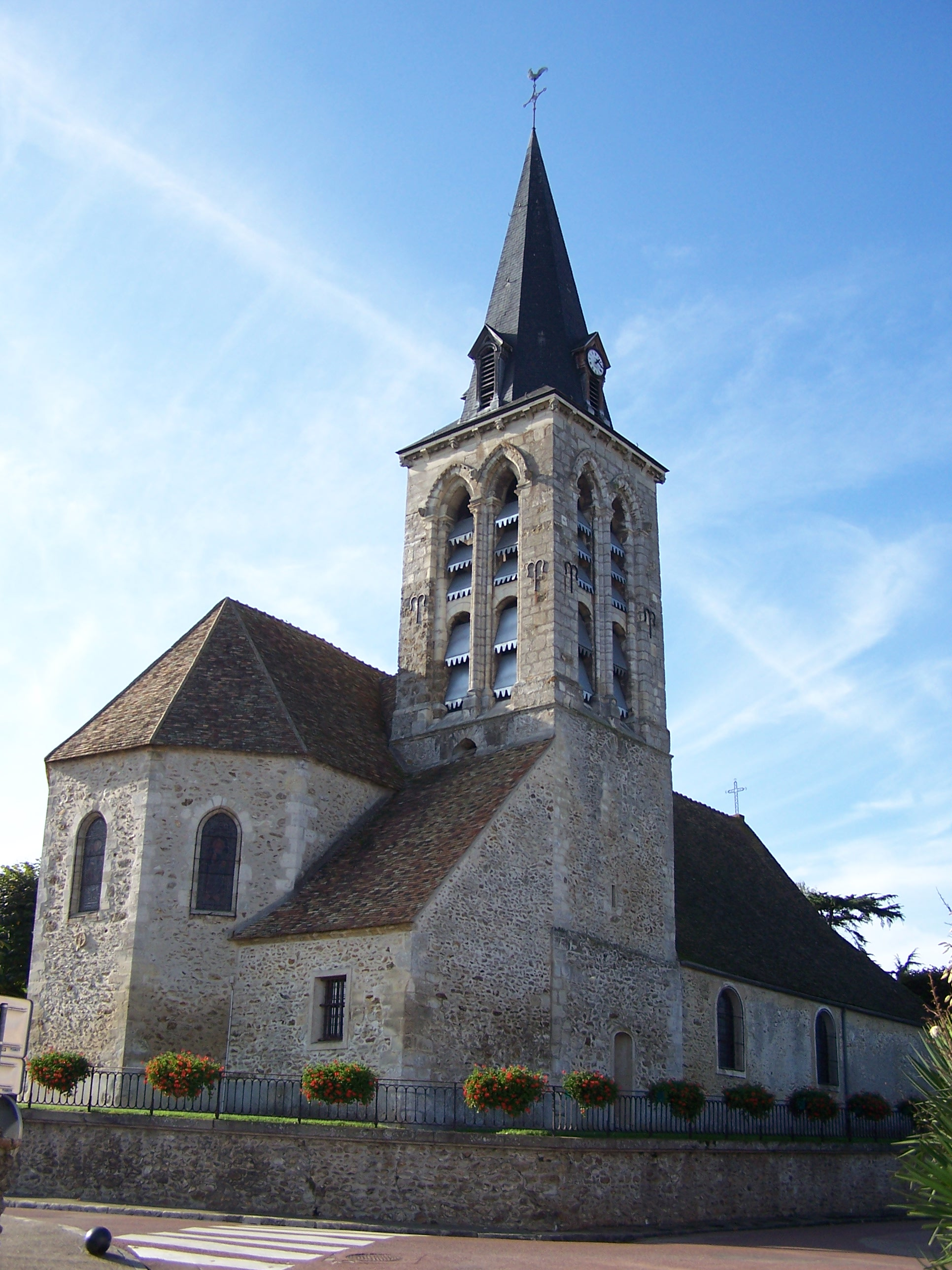
L'église Saint-Denis.

- Agriculture - grandes cultures, productions de céréales ;
- Scierie, silos de stockage ;

## Culture locale et patrimoine

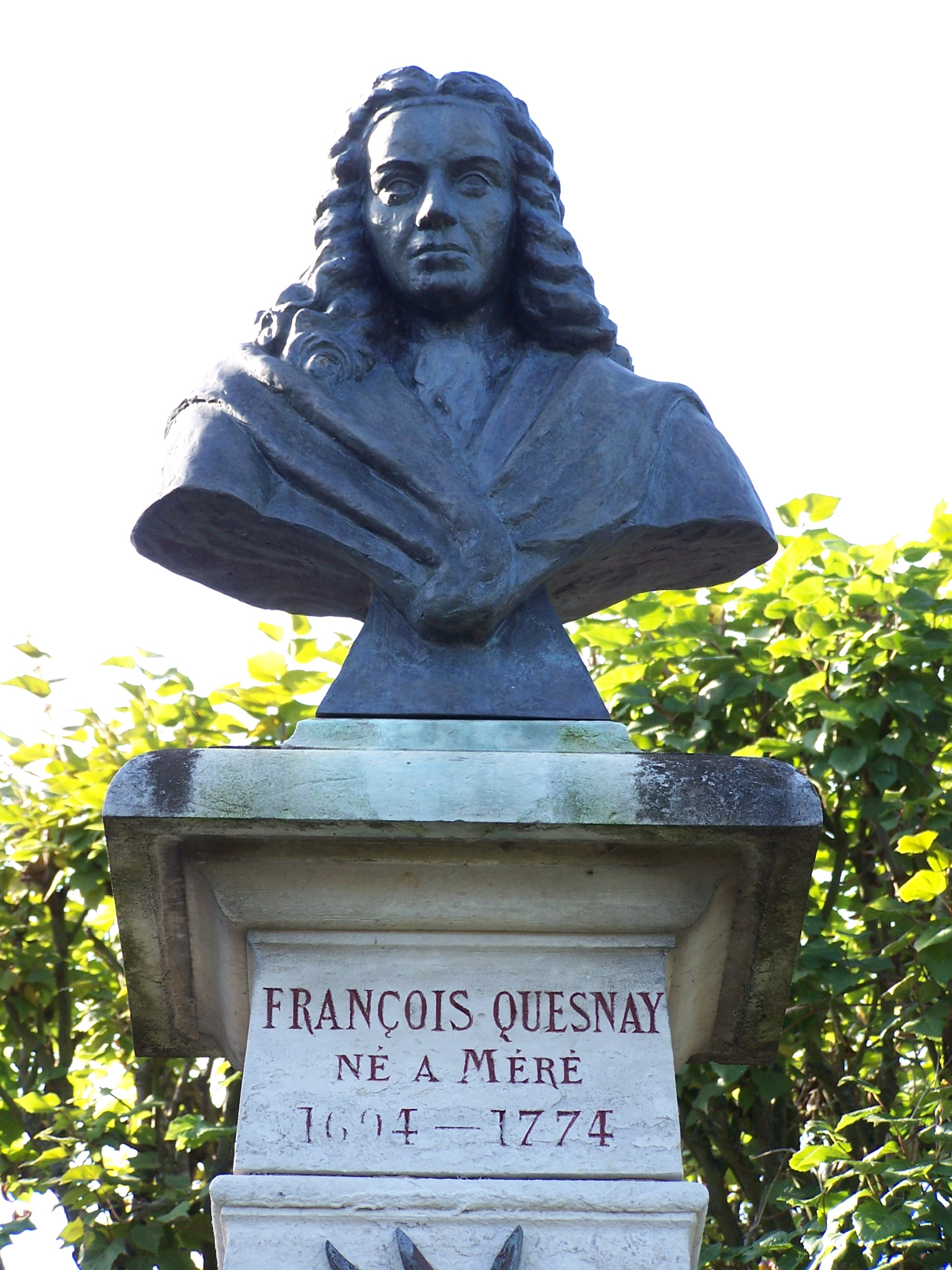
Buste de François Quesnay.

### Lieux et monuments
- Église Saint-Denis : église en pierre du XIIe siècle, avec un clocher-tour carré de deux étages percé de hautes baies géminées et surmonté d'une flèche octogonale couverte d'ardoise.

### Personnalités liées à la commune
- Jean de Poltrot de Méré (1537-1563), assassin du duc François de Guise, était le seigneur de Méré.
- François Quesnay (1694-1774), médecin, érudit, économiste du XVIIIe siècle, y est né en 1694.
- L'écrivain Colette a résidé à Méré de 1939 à 1941 dans sa résidence « Le Parc »[55], dont une des fenêtres a été l'objet d'un de ses poèmes[réf. nécessaire].
- L'éditeur de musique Raoul Breton (1896-1959) possédait une résidence secondaire à Méré (maison dite « le Colombier »), où de nombreux artistes se rendaient. Il y est enterré avec son épouse, appelée « la Marquise ». Un square et une stèle y portent son nom[56].
- Léopold Bellan (1857-1936), industriel et homme politique français, est né à Méré.
- Céleste Albaret, née Augustine Célestine Gineste (1891-1984), servante de Marcel Proust, y est décédée.
- Henri Bourtayre (1915-2009), compositeur de musique y est enterré.

### Héraldique
| Blason de Méré (Yvelines) | Blason  | D'argent, à la fasce de sable accompagnée de trois pensées d'or au pied feuillé de sinople.                                                                        |
| Blason de Méré (Yvelines) | Détails | Elles auraient été données à François Quesnay par Louis XV. Le texte qui figure sur le blason est Propter Cogitationem Mentis (Comme les pensées de votre esprit). |